# Миоклоническая дистония
Миоклоническая дистония (миоклонус-дистония) — редкий синдром, при котором дистония сочетается с быстрыми подергиваниями мышц (по классификации EFNS-MDS относят к «дистонии-плюс»). Часто симптомы уменьшаются под воздействием этанола и бензодиазепинов, поэтому синдром именуют также «алкогольно-реактивной дистонией».